# Município de Clear Creek (condado de Ashland, Ohio)
Localização do Ohio nos E.U.A.
O município de Clear Creek (em inglês: Clear Creek Township) é um município localizado no condado de Ashland no estado estadounidense de Ohio. No ano 2010 tinha uma população de 2276 habitantes e uma densidade populacional de 34,66 pessoas por km².

## Geografia
O município de Clear Creek encontra-se localizado nas coordenadas 40° 56′ 39″ N, 82° 22′ 33″ O. Segundo a Departamento do Censo dos Estados Unidos, o município tem uma superfície total de 65.67 km², da qual 65,22 km² correspondem a terra firme e (0,69 %) 0,45 km² é água.

## Demografia
Segundo o censo de 2010, tinha 2276 pessoas residindo no município de Clear Creek. A densidade de população era de 34,66 hab./km².